# Secadora de granos
La secadora de granos es una máquina agrícola que reduce la humedad de los granos cosechados a un nivel compatible con un almacenaje seguro. Este proceso se conoce generalmente como secado de los granos. Especialmente en los cultivos estivales, que se cosechan en otoño, la humedad del grano cosechado suele ser superior a la admisible para su almacenaje seguro. La secadora seca insuflando aire previamente calentado a través de los granos. Al pasar por los granos, este aire los  calienta, por lo que deben ser enfriados antes de almacenarlos. Por ello las secadoras también cuentan por lo general con un sector de enfriado, usando para ello aire a temperatura de ambiente.
La extracción de la humedad implica quitar agua al grano. Por ello, el secado provoca una pérdida de peso (merma) para un mismo volumen de granos.

## Humedad de los granos
La culminación del ciclo biológico de una planta anual es su madurez fisiológica, cuando produce el grano que permite su reproducción en un nuevo ciclo. En ese momento, el grano de los cereales presenta una elevada humedad, muy variable en las diferentes especies y regiones del mundo, pero que en general se halla en el orden del 30 al 60 %. A partir de esa madurez fisiológica la planta se va secando, perdiendo su color verde, y la humedad de los granos se va reduciendo gradualmente, de acuerdo a la especie y las condiciones ambientales. Este proceso continúa, lentamente, si no se interrumpe, hasta llegar a una humedad de equilibro con la humedad relativa del aire. Esta humedad de equilibrio es diferente en cada especie y varía con la temperatura del grano. En general se puede decir que para granos con 15 a 20° de temperatura, se halla entre 8 y 12 % cuando la humedad relativa del aire es del 60 % y del 12 al 15 % con una humedad relativa del 80 % (los valores menores en oleaginosas y los mayores en cereales).
El tiempo que se puede almacenar con seguridad un grano es inversamente proporcional a su humedad y su temperatura. De estos dos factores, el más importante es normalmente la humedad del grano. Como orientación general, en cereales se logra un almacenaje seguro con humedades entre 13 y 14 % y para oleaginosas de 8 a 12 %. Estas son también las humedades a las cuales se comercializan habitualmente los granos.
La cosecha se realiza cuando el grano ha alcanzado su madurez comercial o sea cuando se puede cosechar con la cosechadora. En esta madurez la humedad generalmente es superior a la del almacenaje seguro. Esperar con la cosecha hasta llegar a una humedad que asegure un almacenaje seguro es demasiado riesgoso para los productores por los daños que se pueden dar en el cultivo y sus consiguientes pérdidas económicas. Cosechar con madurez comercial implica costos de secado y flete adicional, a cambio de disminución de riesgos.

## Tipos de secadoras

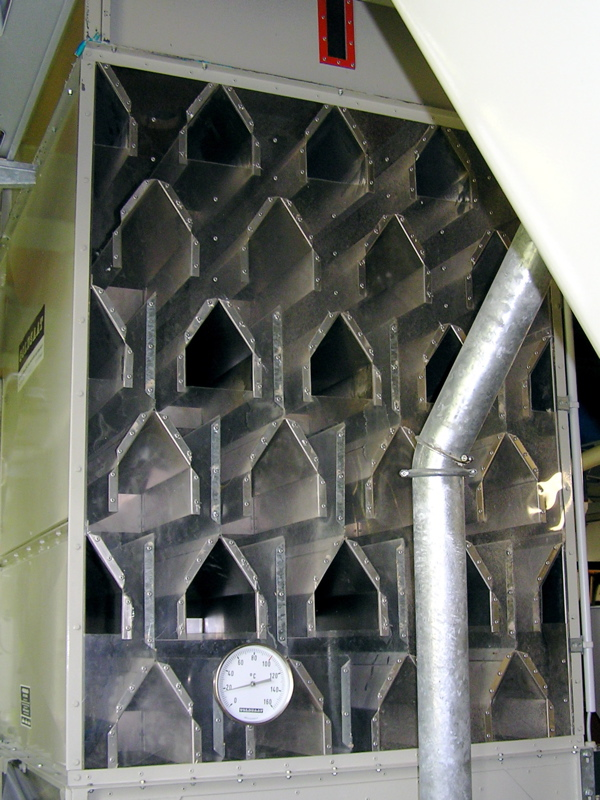
Caballetes de una secadora de caballetes.

La secadoras de granos se pueden clasificar en dos grandes grupos: 1) secadoras de flujo continuo y 2) secadoras en tandas.
Las secadoras de flujo continuo se pueden clasificar a su vez en:
- secadoras verticales (tipo torre), de las cuales hay diversos subtipos como secadoras de caballetes, de columnas, de persianas, etc.,
- secadoras de cascada,
- secadoras horizontales.

De las secadoras en tandas también hay varios tipos, si bien en general son menos difundidas.
Tanto las secadoras de flujo continuo como las de tandas pueden ser fijas o portátiles, siendo estas últimas por lo general de poca capacidad de trabajo. Las secadoras de las plantas de silos son casi siempre de flujo continuo, necesario para una operación eficiente de la planta y de gran capacidad para poder superar los picos de trabajo que se dan en épocas de cosecha.
Cabe acotar, finalmente, que el secado artificial de los granos también se puede realizar mediante otros sistemas como por ejemplo los silos secadores, aireación en silos (solo con poca humedad excedente), etc.

## Partes y funcionamiento de las secadoras de granos

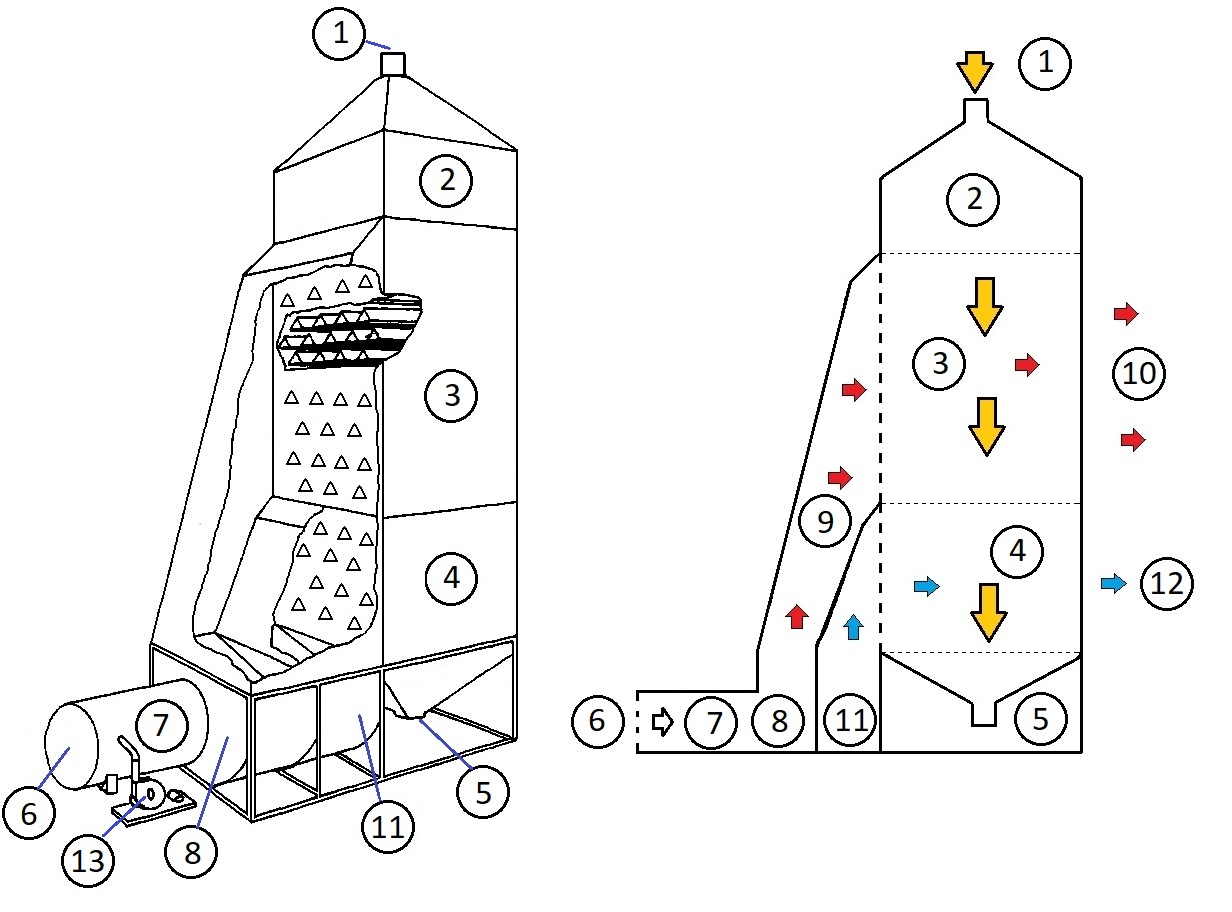
Secadora de flujo continuo, de caballetes.
Flecha blanca: aire ambiente.
Flecha amarilla: granos.
Flecha roja: aire caliente.
Flecha azul: aire frío.
1 Entrada de granos húmedos.
2 Depósito de granos.
3 Cámara de secado.
4 Cámara de enfriado.
5 Salida de granos secos.
6 Entrada de aire.
7 Cámara de combustión con quemador.
8 Ventilador de aire caliente.
9 Conducto de aire caliente.
10 Salida de aire caliente y húmedo (no representada).
11 Ventilador de aire frío y conducto de aire frío.
12 Salida de aire frío (no representada).
13 Ventilador para aire de la combustión.

Las secadoras constan básicamente de las siguientes partes: 1) un sector de ingreso y calentamiento del aire, 2) un sector (cámara) de secado con aire caliente y 3) un sector de enfriamiento del grano secado. A esto se debe agregar el movimiento de los granos: ingreso, movimiento dentro de la secadora y salida. El esquema adjunto muestra, en la forma más sencilla posible, una secadora vertical de caballetes, uno de los tipos más difundidos de secadoras, y su funcionamiento.
Los “caballetes” son canales en forma de V invertida, a través de los cuales circula el aire, tanto caliente como frío. Alrededor de los mismos fluyen los granos. Dentro de esta secadora, el movimiento de los granos se realiza por gravedad, rodeando los caballetes. La cámara de secado ocupa aproximadamente 2/3 y la de enfriado 1/3 del volumen total. En los otros tipos de secadoras el proceso de secado es básicamente similar, difiriendo en las formas de conducción de los granos y del aire.
El calentamiento del aire se realiza mediante quemadores en caso de usar combustibles líquidos o gas. En instalaciones antiguas también era usual el uso de hornos alimentados por leña o carbón. La temperatura del aire caliente con el que se seca los granos depende del uso que posteriormente se dará a los mismos. En granos destinados a semilla no debe superar los 45°; igual criterio se sigue en cebada cervecera destinada a fabricación de malta (no se debe olvidar que el grano es un organismo vivo). Granos destinados a la molienda se secan con temperaturas del aire hasta unos 90°. A estas temperaturas también se puede secar soja y colza; en girasol y arroz, en cambio, se aconseja no superar los 60°.
La velocidad con la cual el grano pasa por la secadora es regulada a la salida del grano seco mediante el sinfín que transporta el grano al silo, o con mecanismos especiales de la secadora. En una pasada del grano por la secadora se rebaja la humedad en un 3 %. Si se necesita extraer más humedad, se deben realizar pasadas sucesivas por la secadora pues secados más enérgicos por pasada pueden dañar los granos. La capacidad de trabajo de una secadora se mide, por consiguiente, en toneladas por hora secando un 3%.